# مانويل غوديد
مانويل غوديد (بالإسبانية: Manuel Goded Llopis)‏ (سان خوان (بورتوريكو) 15 أكتوبر 1882 - برشلونة 12 أغسطس 1936) هو جنرال في الجيش الإسباني كان أحد الشخصيات الرئيسية في ثورة يوليو 1936 ضد الجمهورية الإسبانية الثانية المنتخبة ديمقراطيًا. بعد أن قاد محاولة تمرد فاشلة في برشلونة، تم القبض عليه وإعدامه من قبل حكومة الجمهورية في بداية الحرب الأهلية الإسبانية. وقد اشتهر غوديد في إنزال الحسيمة في حروب الريف.

## السيرة الذاتية

### الحياة العسكرية
ولد مانويل غوديد في 15 أكتوبر 1882، في سان خوان دي بورتوريكو، من عائلة من أصل فرنسي ذات تقاليد عسكرية. ووالده كان قائد مدفعية. في الوقت الذي ولد فيه غوديد كانت بورتوريكو لا تزال أراض إسبانية. وبعد الحرب الإسبانية الأمريكية عادت عائلته إلى شبه الجزيرة الإسبانية.
بدأ غوديد حياته العسكرية في الرابعة عشرة، ودخل أكاديمية طليطلة للمشاة في 1896. وفي 1905 أصبح نقيب في الجيش. مثل العديد من الضباط في ذلك الوقت، تمت ترقيته على أساس مزايا الحرب في الريف. وفي سنة 1919 اندلعت ثورة ضد الحكم الاستعماري الإسباني في المغرب الإسباني بقيادة عبد الكريم الخطابي وعرفت باسم حروب الريف. وتمكن الثوار الريفيون من القضاء على جيش الجنرال الإسباني مانويل فرنانديز سلفستري في معركة أنوال سنة 1921. وفي 1924 تمت ترقية غوديد إلى رتبة عقيد، وفي العام التالي قاد إنزال برمائي في خليج الحسيمة في ما يعرف باسم إنزال الحسيمة. فاعتبرت تلك بداية نهاية تمرد الريف، الذي انتهى سنة 1927. حيث رقي إلى رتبة عميد، وبعدها بوقت قصير من تعيينه رئيس أركان الجيش الإسباني في أفريقيا.
على الرغم من أنه دعم في البداية ديكتاتورية بريمو دي ريفيرا، إلا أنه شارك لاحقًا في مؤامرات ضده. وفي سنة 1930، استلم في عدة مناسبات مهام وزير الجيش - بدلاً من الجنرال داماسو.

### الجمهورية الثانية
عندما أعلنت الجمهورية، تم تعيين غوديد رئيسًا للأركان العامة للجيش. فتورط في حادثة كارابانتشيل في يونيو 1932 فتمت إزاحته من منصبه. فشارك في انقلاب سانخورخادا الفاشل في 10 أغسطس 1932، مما أجبره على الانسحاب من النشاط العسكري. إلا أنه بعدها بوقت قصير منحته حكومة أليخاندرو ليروكس العفو وعادت إليه رتبته.
في أكتوبر 1934 تعاون مع الجنرال فرانكو بأمر من الحكومة الجمهورية في قمع ثورة أستورياس، وبعد ذلك عينته حكومة الراديكالية- سيدا مديرا عاما للملاحة الجوية ورئيس التفتيش الثالث للجيش. في عام 1935 انضم إلى المنظمة السرية الاتحاد العسكري الإسباني، حيث شكل جزءًا من مجلسها المركزي واستأنف اتصالاته مع الجنرالات الذين شاركوا في انقلاب 1932. في أوائل 1936 مع نجاح الجبهة الشعبية في الانتخابات، افتقر إلى الانسجام معها مما دفعت الحكومة الجديدة إلى إبعاده عن مدريد، وأرسل ليكون قائد عام جزر البليار، على ثقة من أن هذه القيادة (البعيدة عن مراكز القوة الكبيرة وقليل من القوات تحت قيادته) ستمنعه من تنفيذ أي تمرد ناجح ضد الحكومة.

### انتفاضة 1936 والحرب الأهلية

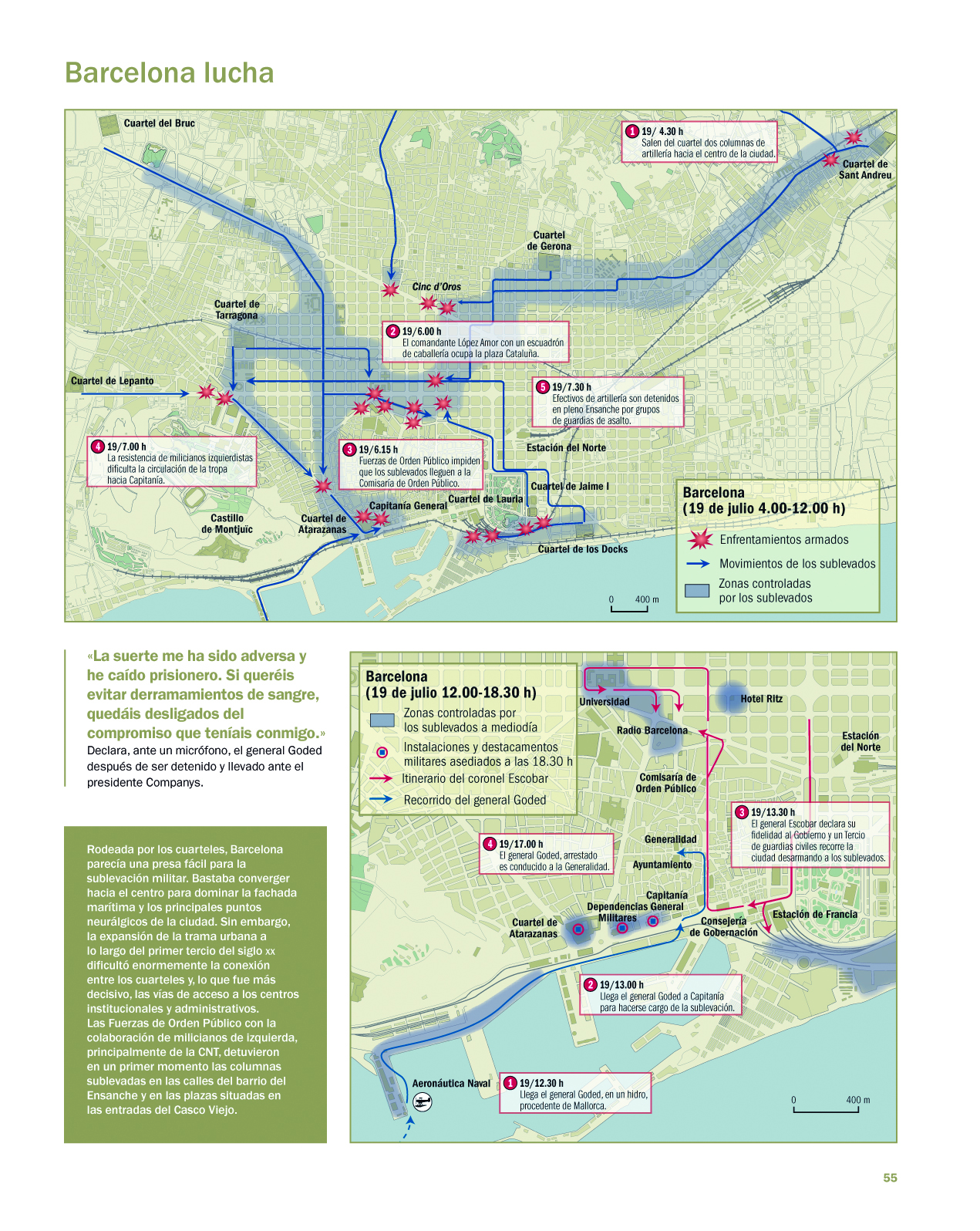
خريطة القتال في برشلونة يوم 19 يوليو 1936، بما فيها مسار غوديد.

ساهم في المؤامرة العسكرية التي أدت إلى الحرب الأهلية، حيث عين غوديد لتولي قيادة التمرد في برشلونة.. فقد تمرد الجنرالات المناهضون لليسار ضد حكومة الجبهة الشعبية للجمهورية الثانية في صباح يوم 19 يوليو 1936، بعد انتفاضة بعض الحاميات العسكرية، فأعلن غوديد حالة الحرب وأثار الأرخبيل، حيث تمكن في وقت قصير من السيطرة على جزر مايوركا وإيبيزا دون صعوبة كبيرة. وكما هو متفق عليه فقد انتقل غوديد إلى برشلونة بطائرة مائية - يرافقه سرب من الطائرات المائية - لقيادة الانتفاضة العسكرية في برشلونة. بعد وصوله إلى برشلونة، تمكن غوديد من إزاحة الجنرال فرانسيسكو يانو دي إنكوميندا آمر المنطقة العسكرية الرابعة واعتقاله، لكنه فشل في محاولته السيطرة على المدينة. كونها أكبر مناطق إسبانيا الصناعية وهي معقل اليسار المنظم. في مواجهة حالة الحصار والقتال العنيف، أعلن غوديد استسلامه. حيث قبضت عليه سلطات الجمهورية بعد ظهر 19 يوليو، فأعلن معترفا عبر الراديو بفشل الانتفاضة واستسلامه:
سُمِع صوته في جميع أنحاء إسبانيا مما شجع أنصار الجمهورية في بقية البلاد.

### سجنه واعدامه
بعد استسلامه، سُجِن غوديد في سجن سفينة أوروغواي، ومعه المتمردين الآخرين الذين ساهموا معه بالانتفاضة. في 11 أغسطس 1936 حوكم أمام محكمة عرفية بتهمة الخيانة، وحكم عليه بالإعدام. وفي يوم 12 أغسطس، أعدم غوديد رميا بالرصاص ومعه جنود آخرين (مثل ألفارو فرنانديز بوريل) في خنادق قلعة مونتجويك في برشلونة.
لم يؤد موت غوديد إلى قطع الثورة الوطنية في برشلونة، ومن ثم كاتالونيا الكبرى فحسب، بل أزاح أحد المنافسين الشخصيين والسياسيين الرئيسيين لزعيم الحركة المستقبلي فرانسيسكو فرانكو.